# アルリム
アルリム（楔形文字: 𒀉𒇻𒅆，シュメール語: a2-lu-lim; ギリシャ語: Ἄλωρος, Aloros、A lu lim）は、古代メソポタミア、シュメール王名表に登場する伝説的なエリドゥの王。

## 概要
シュメール王名表によればアルリムは28800年間在位した。神話的な大洪水以前の王であり、人類最初の王であったとされている。
後世、アルリムの治世は理想的な時代の代名詞として扱われ「エリドゥの聖なる掟を守る者」という称号も用いられた。紀元前3世紀にバビロニアの神官ベロッソスがギリシア語で著述した『バビロニア史』によれば在位年数は36000年であるとされている。同書によれば「人が動物の如くあった時、下の海（ペルシア湾）から人の頭と魚の体を持ったオアンネスなる者が現れてアロロスと民衆に文明と法律を与えた」とされている。
ウィリアム・W・ハローもバビロニアと聖書の伝承にある先史時代の世代図の中で、アルリムを半人半魚のアッカルル（アプカルル、Uanna-Adapa、Oannes）と関連づけ、創世記第5章に示されたセトの系図の中でアルリムとエノスの間に同等性があることを示唆している。また、アルリムの名が「雄鹿」を意味することを指摘している。
William H. Sheaは、アルリムは聖書のアダムと同時代の人物であり、古代メソポタミアのアダパから派生した可能性を示唆している。
アルリムの長い治世の後、アラルンガルが王となった。